# ورزشگاه گاملا اولوی
ورزشگاه گاملا اولوی (سوئدی: Gamla Ullevi) یک ورزشگاه فوتبال در شهر یوتبری، سوئد است.
این ورزشگاه که در سال ۲۰۰۹ تأسیس شده دارای ۱۸٬۴۱۶ نفر ظرفیت می‌باشد و ورزشگاه خانگی باشگاه فوتبال گوتبورگ محسوب میشود.

## نگارخانه

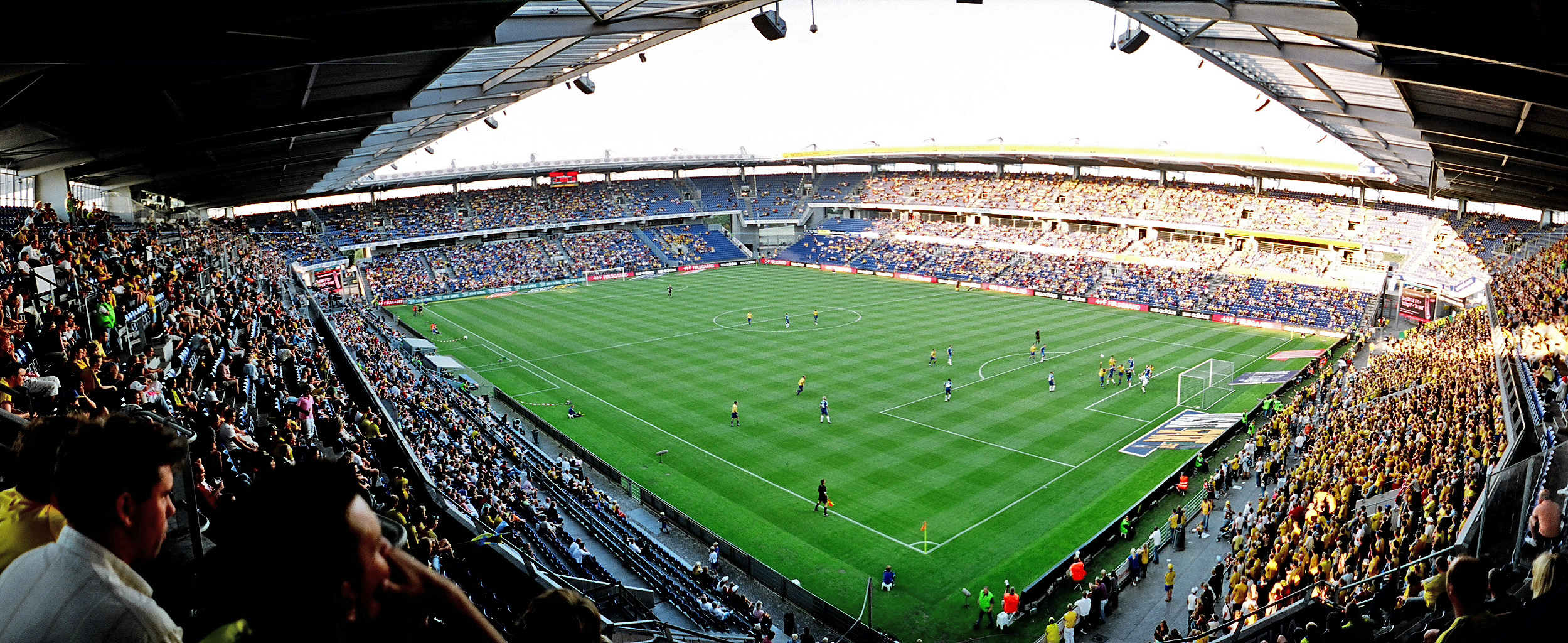
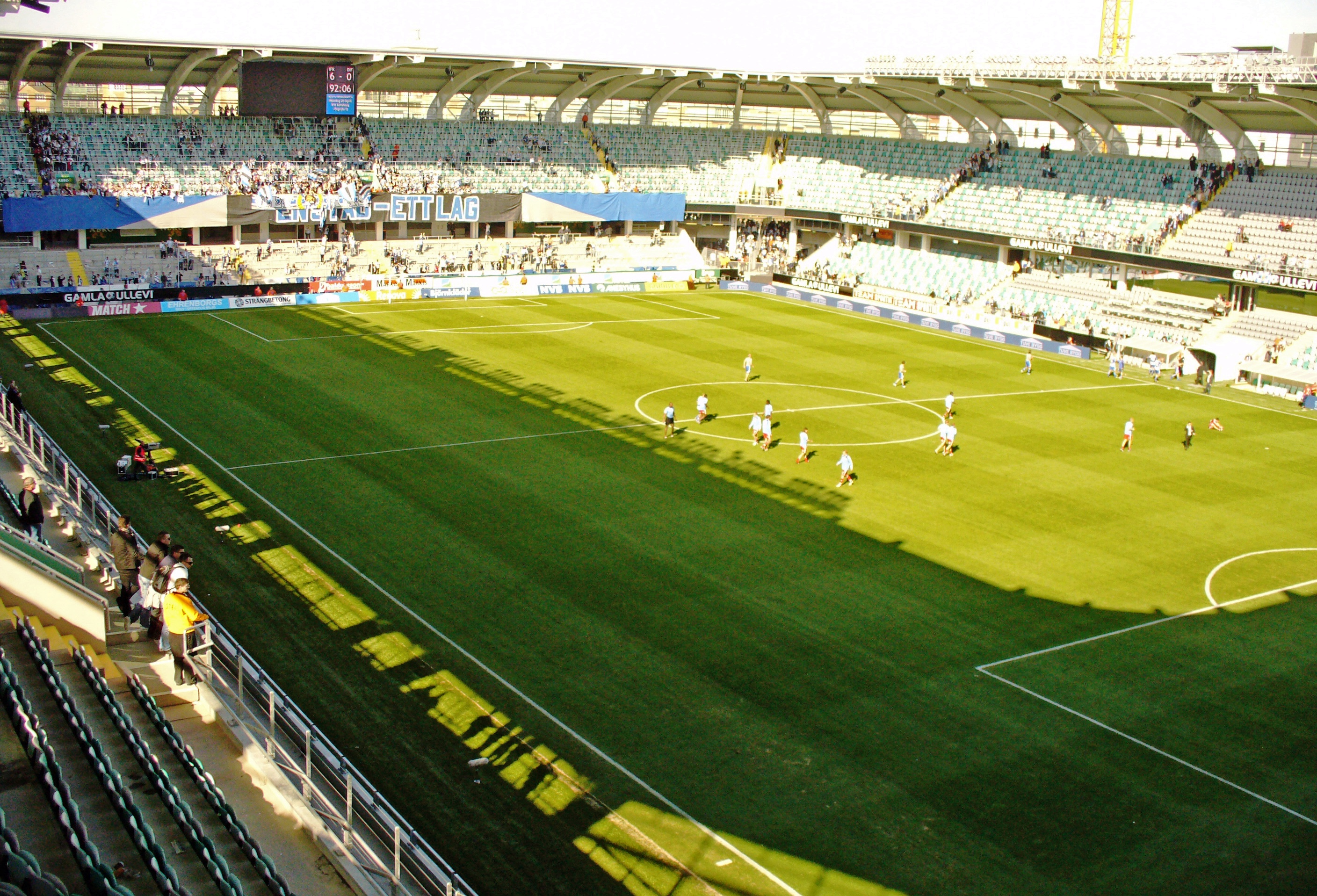
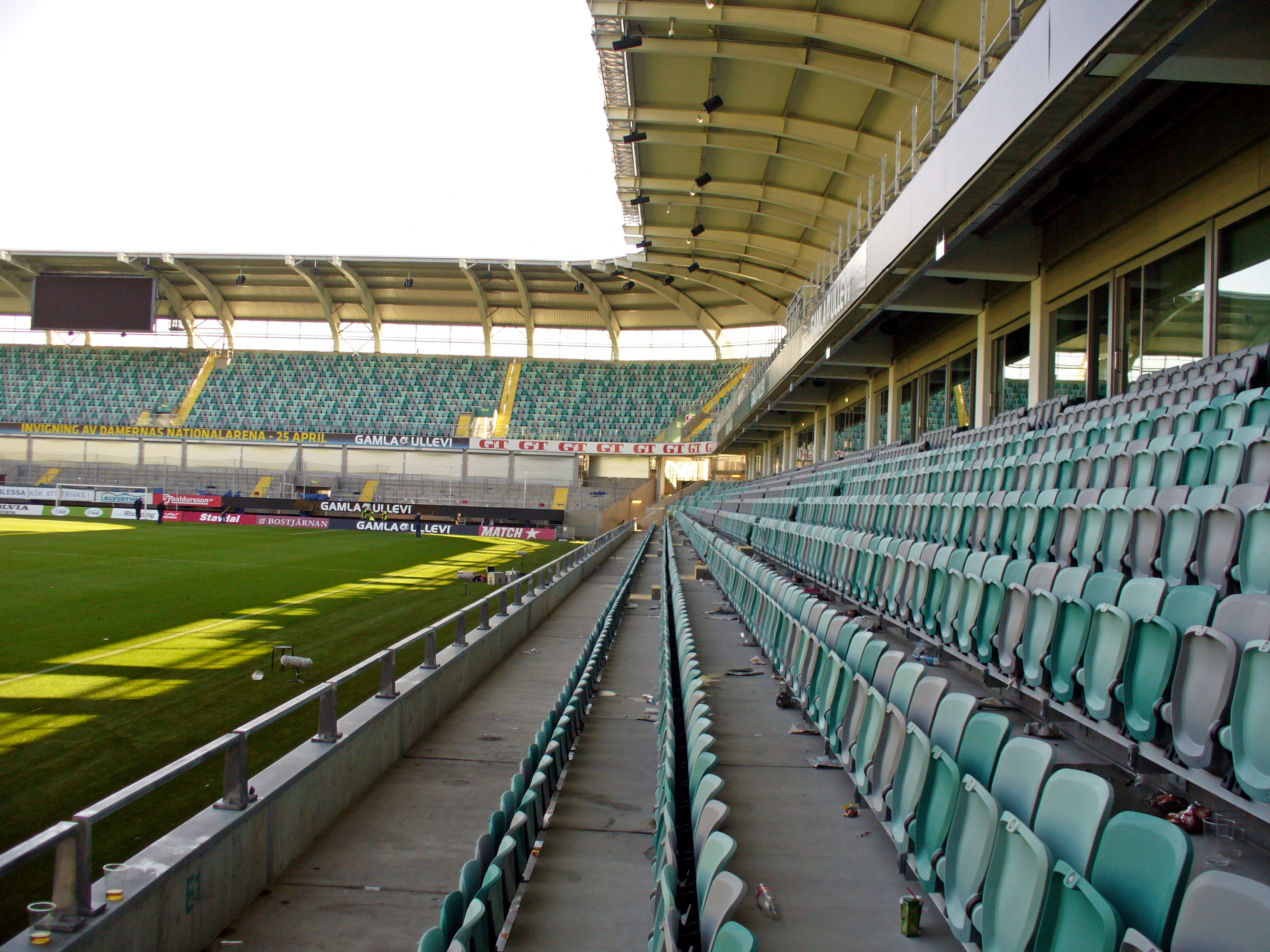
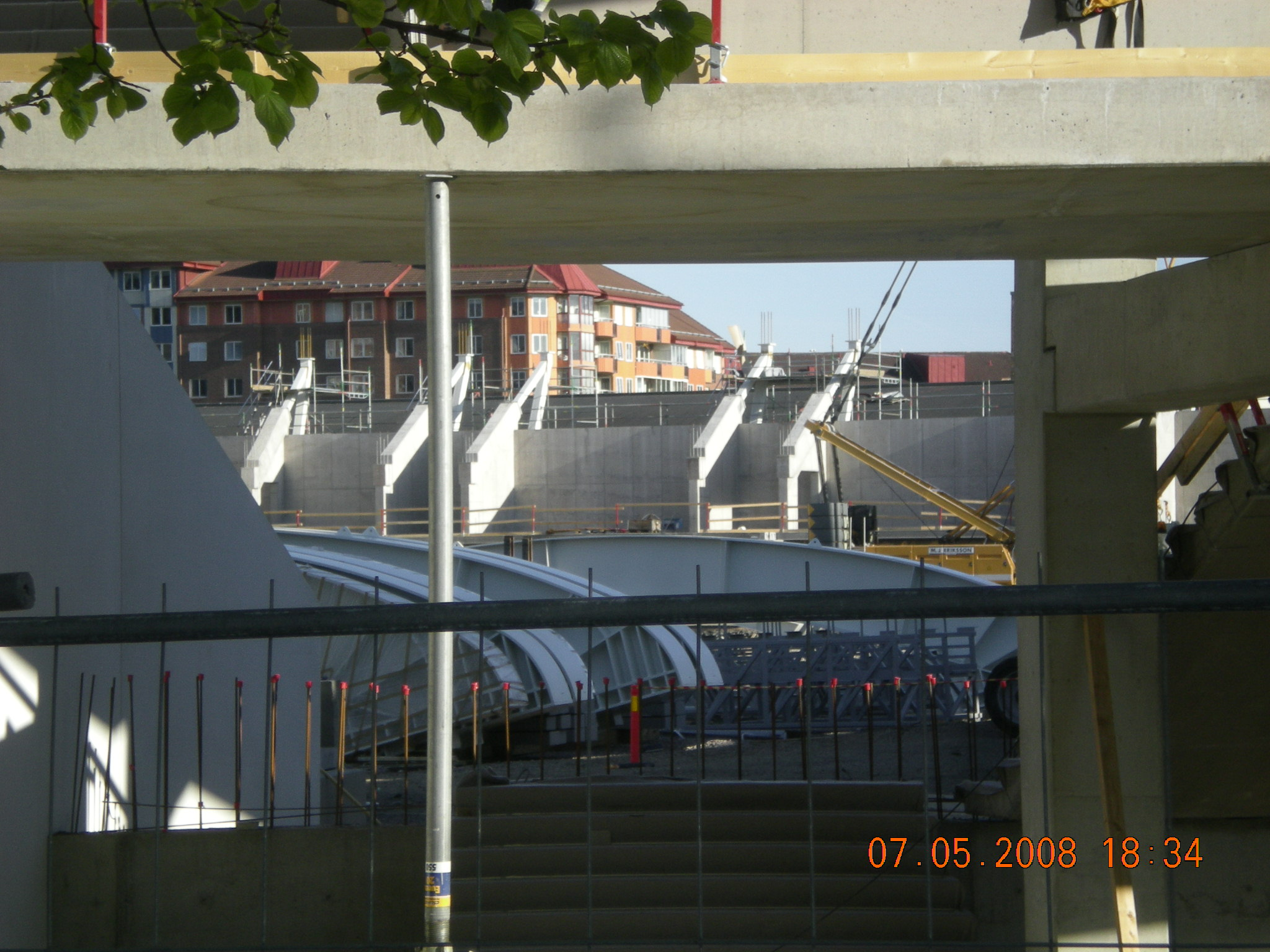
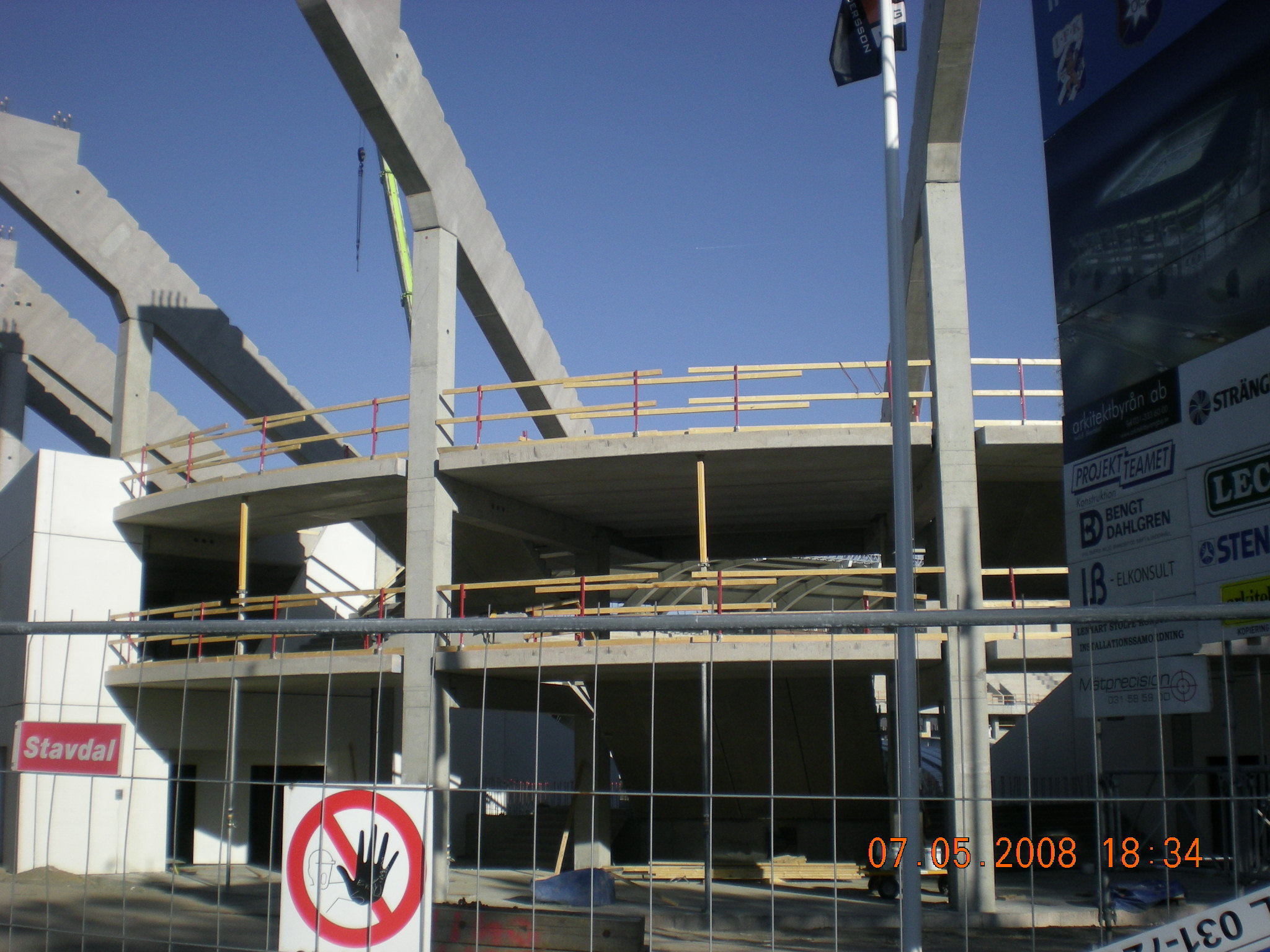